# Лайош Бохуш
Лайош Бохуш (угор. Bohus Lajos, нар. 29 червня 1913, Мішкольц — пом. березень 1976) — угорський футболіст, що грав на позиції півзахисника. 
У вищому угорському дивізіоні виступав у складі клубів «Аттіла» і «Діошдьйор». Загалом зіграв в еліті 177 матчів і забив 9 голів. 
У складі аматорської збірної Угорщини учасник Олімпійських ігор 1936 року. Угорці в першому ж раунді поступились із рахунком 0:3 команді Польщі, у складі якої грали основні гравці збірної.